# Lomas de Villa María del Triunfo

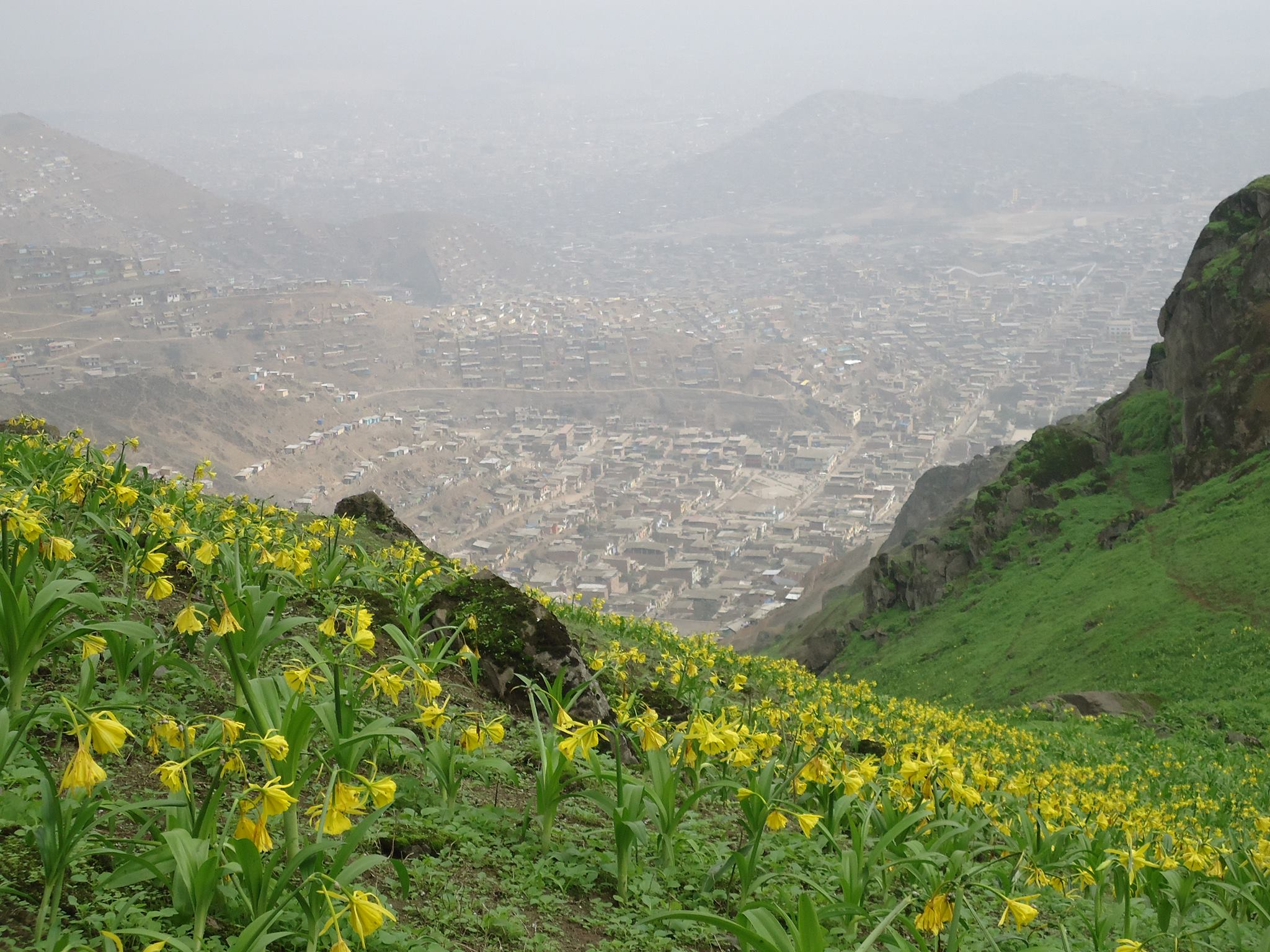

Las lomas de Villa María del Triunfo hacen referencia a un ecosistema frágil que fue reconocido el 14 de octubre de 2013 mediante Resolución ministerial n.° 0401-2013-MINAGRI y pertenece al Área de conservación regional Sistema de Lomas de Lima. Está ubicada en los distritos de Santiago de Surco, La Molina, San Juan de Miraflores y Villa María del Triunfo; además cuenta con un área de 691,48 hay un perímetro de 162 43,95 m.
El territorio de las lomas de Villa María del Triunfo contiene 5 tipos de zonificación: Aprovechamiento Directo, Recuperación, Uso Turístico y Recreativo, Uso Especial e Histórico Cultural. Cuenta con una gran biodiversidad, presentando 114 especies de flora, siendo la más representante Ismene amancaes y 20 especies de fauna. Muchas de las plantas que crecen aquí solo pueden encontrarse bajo las condiciones únicas que ofrece la niebla. En cuanto a la fauna, se pueden encontrar desde pequeños insectos, reptiles hasta aves migratorias que utilizan este oasis como punto de descanso en sus largos viajes. Mamíferos como el Lycalopex sechurae y diversas especies de roedores también habitan estos parajes. La interdependencia entre la flora y la fauna es un claro ejemplo de cómo los ecosistemas pueden adaptarse y prosperar bajo condiciones específicas y limitadas.
Además cuenta con los siguientes servicios ecosistémicos: provisión de recursos genéticos, polinización formación del suelo, probación de alimentos, ecoturismo y aire limpio.
Al igual que otras lomas de Lima, este ecosistema se ve afectado por problemas de la creciente demografía, invasión de terrenos, explotación de canteras, turismo no planificado, mala disposición de residuos sólidos y la presencia de especies exóticas.

## Sectores
Las lomas de Villa María del Triunfo tienen como principales sectores las Lomas de Paraíso, Santuario de las Vizcachas, Praderas del Valle, Vista Alegre, entre otros.

## Organización comunitaria para la conservación de las lomas
En el Sector Lomas de Paraíso, ubicado en la zona José Carlos Mariátegui del distrito de Villa María del Triunfo, se ha creado una organización comunitaria, conformada por vecinos y voluntarios denominada Asociación Circuito Ecoturístico Lomas de Paraíso, que desarrolla diversas actividades con el objetivo lograr la conservación del ecosistema de Lomas, este objetivo se logra mediante actividades de reforestación, ecoturismo, incidencia política, educación ambiental y sensibilización. Teniendo una importante labor en los Asentamientos Humanos de Bellavista, Manantial, Quebrada Alta y Villa Progreso, ubicados en el distrito de Villa María del Triunfo.
A inicios de noviembre del 2021, se realizó la ejecución del proyecto "Promoviendo la conservación en el Ecosistema Frágil de las Lomas de Villa María del Triunfo - Sector Paraíso a través de la implementación de atrapanieblas para la colección de agua", dicha iniciativa tuvo como fin contrarrestar la escasez hídrica con una solución basada en la naturaleza, una vez recolectado el agua nutre a más de 1080 árboles plantados con el objetivo de reforestar la zona.